# Her First Biscuits
Her First Biscuits és una pel·lícula muda dirigida per D. W. Griffith i protagonitzada i produïda per Florence Lawrence i John R. Cumpson. Escrita per Frank E. Woods, es va estrenar en mitja bobina, compartida amb una altra pel·lícula de Griffith, “The Faded Lilies”, el 17 de juny de 1909. Constitueix el debut cinematogràfic de Mary Pickford.

## Argument
En aquesta comèdia, la senyora Jones, per tal de complimentar el seu marit, decideix preparar per primer cop una safata de galetes. Tot i que segueix les instruccions del seu llibre de cuina aquestes són un desastre. Quan les dona a tastar al marit, aquest, en un moment que ella no mira en tira algunes per la finestra i marxa a l’oficina. La dona pensa que se les ha menjat i, reassegurant-se de que han de ser delicioses, les empaqueta i les porta a l’oficina. Quan arriba, el seu marit no hi és per a rebre-les ja que es troba víctima d’una indigestió i els clients i gent de l’oficina se les van menjant provocant el desastre previsible.

## Repartiment
- John R. Cumpson (Eddie Jones)
- Florence Lawrence (Emma Jones)
- Anita Hendrie (víctima de les galetes)
- Arthur V. Johnson (víctima de les galetes)
- Marion Leonard (víctima de les galetes)
- Jeanie MacPherson (secretària)
- Owen Moore (víctima de les galetes)
- Anthony O'Sullivan (treballador)
- Mary Pickford (víctima de les galetes)
- Charles Avery (víctima de les galetes)
- George O. Nicholls (policia)
- Violet Mersereau
- Linda Arvidson
- Flora Finch
- Guy Hedlund
- Mack Sennett
- Harry Solter
- Dorothy Bernard
- Clara T. Bracy
- Charles Craig
- Herbert Prior
- David Miles